# Сибрук Ајланд (Јужна Каролина)
Сибрук Ајланд (енгл. Seabrook Island) град је у америчкој савезној држави Јужна Каролина.

## Демографија
По попису из 2010. године број становника је 1.714, што је 464 (37,1%) становника више него 2000. године.
| Група             | 2000.         | 2010.         |
| Белци             | 1.203 (96,2%) | 1.650 (96,3%) |
| Афроамериканци    | 18 (1,4%)     | 34 (2,0%)     |
| Азијати           | 1 (0,1%)      | 7 (0,4%)      |
| Хиспаноамериканци | 11 (0,9%)     | 18 (1,1%)     |
| Укупно            | 1.250         | 1.714         |